# Široki Brijeg
Široki Brijeg este un oraș  din Bosnia și Herțegovina.
Aici se află Academia de Arte Plastice a Universității din Mostar.